# الکتون (مینه‌سوتا)
الکتون، مینه‌سوتا (به انگلیسی: Elkton, Minnesota) یک شهر در ایالات متحده آمریکا است که در شهرستان مور، مینه‌سوتا واقع شده‌است.

## خصوصیات
الکتون ۳٫۳۷ کیلومترمربع مساحت و ۱۴۱ نفر جمعیت دارد و ۴۲۵ متر بالاتر از سطح دریا واقع شده‌است.